# Peseta spagnola
La peseta è stata la valuta della Spagna e di Andorra (ad Andorra insieme al franco francese) precedente all'euro, cioè dal 1868 al 1999. Era in origine divisa in 100 céntimos o, in modo informale, 4 reales. Il codice ISO 4217 era ESP.
La peseta (₧) fu introdotta nella seconda metà del XIX secolo quando la Spagna si stava preparando ad entrare nell'Unione monetaria latina. La Spagna fu ammessa nel 1868, e nello stesso anno fu coniata la prima peseta. La peseta sostituì l'escudo come principale unità di divisione monetaria, al cambio di 2,5 pesetas per 1 escudo.
La peseta corrispondeva a 4,5 grammi d'argento o 0,290322 grammi d'oro, la misura utilizzata per tutte le altre valute dell'Unione monetaria latina (incluse la lira italiana e il franco francese). A causa delle turbolenze politiche dell'inizio del XX secolo, l'unione monetaria fu revocata negli anni venti; nel 1927 l'unione si disciolse ufficialmente.

## Avvento dell'euro
Il 1º gennaio 1999 entrò in vigore l'euro, il cui tasso di cambio irrevocabile con la peseta era stato fissato il giorno precedente in 166,386 ESP per un euro. Da quel momento la peseta rimase in vigore solo come espressione non decimale dell'euro, anche se monete e banconote continuavano ad essere denominate in pesetas. Per tutte le forme di pagamento "non-fisiche" (trasferimenti elettronici, titoli, ecc.), invece, da quella data si adottò solo l'euro.
Il 1º gennaio 2002, con l'entrata in circolazione delle monete e banconote in euro, si aprì una fase di doppia circolazione, durata fino al 28 febbraio 2002.
Il 1º marzo 2002 la peseta perse il valore legale in Spagna e anche ad Andorra.
Le banconote e monete potevano essere cambiate in euro presso il Banco de España fino al 30 giugno 2021.

## Monete
Ultime monete in circolazione:
- 1 peseta

|  |  |  |

- 2 pesetas

|  |

- 5 pesetas (la moneta da 5 pesetas era detta duro)

|  |  |  |
|  |  |  |

- 10 pesetas

|  |  |

- 25 pesetas (5 duros) moneta da

|  |  |  |
|  |  |  |

- 50 pesetas

|  |  |

- 100 pesetas (20 duros)

|  |

- 200 pesetas

|  |

- 500 pesetas